# Tu hú Trung Bộ
Tu hú Trung Bộ (danh pháp: Gmelina annamensis) là một loài thực vật có hoa trong họ Hoa môi. Loài này được Dop miêu tả khoa học đầu tiên năm 1933.